# Zalán János
Zalán János (Salgótarján, 1966. március 28. –) Balázs Béla-díjas magyar színész, producer, színigazgató, egyetemi docens. Több, filmművészettel kapcsolatos cég ügyvezető igazgatója, tulajdonosa, közreműködője, média és kommunikáció témaköri egyetemi megbízott előadó. 2013 és 2015 decembere között Nemzeti Kulturális Alap Színház- és Táncművészeti Kollégiumának vezetője. 2015–2024 között a Pesti Magyar Színház igazgatója. 2018. augusztus 30-ától az újjáalakult Színházművészeti Bizottság elnöke. 2020. október 1-től 2022-ig a Színház- és Filmművészeti Egyetem megbízott oktatási rektorhelyettese.

## Életpályája
1984-ben érettségizett a Pannonhalmi Bencés Gimnázium diákjaként. Már egészen fiatalon megfogta a film világa, ezért döntött úgy, hogy színész lesz. 1985-1986 között a Nemzeti Színház Stúdiójába járt, majd 1987–1991 között a Színház- és Filmművészeti Főiskola színművész szakának hallgatója, Horvai István és Kapás Dezső osztályában. 2005–2007 között elvégezte a Kodolányi János Főiskola Televízió és reklám szakát, 2008–2009 között pedig a londoni Middlesex University budapesti kampuszán Master of Arts in Marketing Communications (marketing-kommunikáció művészi mester-) képzését, angol nyelven. M. Tóth Géza témavezető mellett szerezte meg abszolutóriumát a Színház- és Filmművészeti Egyetem doktori iskolájában 2017-ben pedig PhD tudományos fokozatát film és videóművészet tudományágban, melynek kutatási területe az audiovizuális tartalmak (film, televíziós sorozat, internetes tartalmak) elérhetővé tétele a látássérültek számára.
Ezzel párhuzamosan 2015-ben az általa vezetett Pesti Magyar Színházban bevezette – országosan elsőként – vakok és gyengénlátók segítésére az intézményesített audionarrációt, ahol ingyenes mobilapplikációt is elérhetővé tettek a színházi előadások élő közvetítéséhez. Második doktori fokozatát (DLA) 2018-ban szerezte meg. Doktori fokozatának kutatási területe: a színházi élmény elérhetővé tétele a kihívással élők, elsősorban a látássérültek számára.
1994-ben megalapította a Masterfilm Ltd. (ami neve 1999-től Masterfilm Digital Kft.) szinkronstúdiót, aminek tulajdonosa és ügyvezetője. 2000-től a Digital Media Services Kft., 2005-től az Eurosport, 2007-től az Eurosport 2 élő sportközvetítésekért felelős cég magyarországi ügyvezető igazgatója is. 2010–2016 között az ELTE Média és Kommunikáció Tanszékének megbízott előadója. 2013. december 16-tól 2015. december 31-ig az NKA Színház- és Táncművészet Kollégiumának miniszteri hatáskörben kinevezett vezetője volt. 2014 szeptemberében Balog Zoltán az ő igazgatói pályázatát választotta a Pesti Magyar Színház vezetésére, aminek 2015. január 1-jétől 2024 februárjáig igazgatója. Kásler Miklós, az Emberi Erőforrások minisztere 2018. augusztus 30-ától pedig az újjáalakult Színházművészeti Bizottság elnökévé választotta.
2020. október 1-től 2022-ig a Színház- és Filmművészeti Egyetem megbízott oktatási rektorhelyettese, akit a 2020. szeptember elsejével működési modellt váltott egyetemet fenntartó alapítvány kuratóriuma nevezett ki. 2020-tól a Szent István Egyetem Kaposvári Campusán a Művészeti Kar egyetemi docense, osztályvezető tanára.
2025. március 1-től a Kolibri Színház igazgatója.
Számos szinkronszerepben hallható és szerepelt filmekben, sorozatokban is. Színházban – stúdiós és főiskolai évei után – a budapesti Játékszín, a Komédium, az Újpest Színház és a Vidám Színpad előadásiban játszott. Részt vett a Disney Channel, Warner Bros. Cartoon Network, a National Geographic Channel, a Hallmark Channel, az MTM-SBS TV, régebben az Animal Planet, a Diginet Discovery és a FoxKids Channel csatornák magyar nyelvű adásainak gyártásában.

## Szinkronszerepei
- New York árnyai (Shadows, 1959.): Ben - Ben Carruthers
- A nagyfőnök (Tang shan da xiong, 1971.): Hsiu Chien - James Tien
- A lordok bandája (The Lord's of Flatbush, 1974.): Chico Tyrell - Perry King Perry King
- A fejvadász (L'alpagueur, 1976.): Costa Valdez - Patrick Fierry
- Gyilkos kiáltás (The Shout, 1978.): Robert Graves - Tim Curry
- Superman 3. (Superman III, 1983.): Jimmy Olsen - Marc McClure
- Ator, a legyőzhetetlen (Ator l'invincibile 2, 1984.): Ator - Miles O'Keeffe
- Fletch (Fletch, 1985.): Alan Stanwyk - Tim Matheson
- III. Lupin - Babilon aranykincse (Rupan sansei: Babiron no Ôgon densetsu, 1985): Goemon Ishikawa - Makio Inoue
- Szent Elmo tüze (St. Elmo's Fire, 1985.): Kirby Keger - Emilio Estevez
- Teen Wolf (Teen Wolf, 1985.): Scott Howard - Michael J. Fox
- Utánunk a KGB (Hamos sto aigaio, 1985.): Bobby - Clayton Norcross
- Sárkány szeme (Fight to Win, 1987.): Ryan Kim - George Chung
- A bökkenő (Glitch!, 1988.): T.C. - Will Egan
- Démonok birodalma (Demonwarp, 1988.): Fred Proctor - Hank Stratton
- Keresztanya (Married to the Mob, 1988.): Mike Downey - Matthew Modine
- A megnevezhetetlen (The Unnamable, 1988.): Howard Damon - Charles Klausmeyer
- Mentőakció (The Rescue, 1988.): J.J. Merrill - Kevin Dillon
- A vadnyugat fiai (Young Guns, 1988.): William H. Bonney - Emilio Estevez
- Karatetigris 3. (No Retreat, No Surrender 3: Blood Brothers, 1990.): Will Alexander - Loren Avedon
- Ski Patrol (Ski Patrol, 1990.): Jerry Cramer - Roger Rose
- Svindlerek (The Grifters, 1990.): Roy Dillon - John Cusack
- Frankenstein iskolaévei (Frankenstein: The College Years, 1991.): Mark Chrisman - William Ragsdale
- Megfigyelés alatt (Under Surveillance, 1991.): Joel - Gale Hansen
- Amerikai szamuráj (American Samurai, 1992.): Kenjiro - Mark Dacascos
- A túlvilág kapuja (The Gate II: Trespassers, 1992.): Terrence `Terry` Chandler - Louis Tripp
- Geronimo - Az amerikai legenda (Geronimo: An American Legend, 1993.): Britton Davis hadnagy - Matt Damon
- Lángoló ring 2. (Ring of Fire II: Blood and Steel, 1993.): Brad - Dale Jacoby
- Made in America (Made in America, 1993.): Tea `Süti` Walters - Will Smith
- Napok romjai (The Remains of the Day, 1993.): Cardinal - Hugh Grant
- Az ördögkatlan (Arctic Blue, 1993.): Eric Desmond - Dylan Walsh
- A holló (The Crow, 1994.): Eric Draven - Brandon Lee
- Alvilági átverés (Inferno, 1997.): Ravi felügyelő - Madhavan
- Az áruló csókja (Judas Kiss, 1998.): Ruben Rubenbauer - Til Schweiger
- Vakrepülés (Pushing Tin, 1999.): Nick Falzone - John Cusack
- A kis hableány 2. - A tenger visszavár (The Little Mermaid II: Return to the Sea, 2000.): Eric herceg (hangja) - Rob Paulsen
- Némó nyomában (Finding Nemo, 2003.): Bob, a csikóhal apuka (hangja)
- Lemony Snicket - A balszerencse áradása (Lemony Snicket's A Series of Unfortunate Events, 2004): Lemony Snicket - Jude Law
- Stepfordi feleségek (The Stepford Wives, 2004.): Walter Kresby - Matthew Broderick
- 1408 (1408, 2007.): Mike Enslin - John Cusack
- Grace nélkül az élet (Grace Is Gone, 2007.): Stanley Phillips - John Cusack
- Miért éppen Alaszka? (Northern Exposure, 2008. 1-4. évad) Dr. Joel Fleischman – Rob Morrow[19]
- Védelmi kód (The Numbers Station, 2013.): Emerson Kent - John Cusack
- Térkép a csillagokhoz (Maps to the Stars, 2014.): Dr. Stafford Weiss - John Cusack
- Baywatch (Baywatch, 1991.): Harvey Miller - Tom McTigue
- Derrick - Az érzések pusztulása (1990): Erich Heller - Christoph Eichhorn
- Melrose Place - Jake Hanson - Grant Show

## Szinkronrendezői munkássága
- Vérbeli hajsza (Innerspace, 1987) - 1994, Masterfilm (Digital) Kft.
- Rejtőzködő 2. (The Hidden II, 1994) - Masterfilm (Digital) Kft.
- Nemesis 4. (Nemesis 4: Death Angel, 1996) - Masterfilm (Digital) Kft.

## Filmes, tv-s szerepei
- Lesz még nekünk szebb életünk... - Összeállítás Erdélyi Mihály operettjeiből (zenés műsor) - szereplő[20]
- Szemet szemért (tévéfilm, 1984)[21]
- Szomszédok (tévésorozat, 1991) - epizódszereplő[22]
- Bukfenc (vígjáték, 1993) - rezonőr[23]
- Szellő szárnyán - Huszka Jenő filmoperettjei (zenés műsor, 1993) - műsorvezető
- Kisváros (tévésorozat, 1993–1998) - Gróf András / Gróf András őrmester
- Kisvasutak (7 részes ismeretterjesztő dokumentumfilm-sorozat, 2002) - közreműködő
- Kérnék egy kocsit (4 részes játékfilm-sorozat, 2001-2002) - borhamisító[24]
- 1000-szer Júlia (film, 2007)[25]
- A magyar Schindler (dokumentumfilm, 2016) - narrátor[26][27]

## Produceri munkássága
- A Vörös gróf - Károlyi Mihály bűnei (magyar dokumentumfilm, 2020) - társproducer[28]
- Rabbi sorsok Magyarországon (az Erőmű Kortárs Művészeti Egyesület és a Magyar Művészeti Akadémia között létrejött támogatási szerződés alapján, dokumentumfilm, 2016)[29][30]
- Kisvasutak (7 részes ismeretterjesztő dokumentumfilm-sorozat, 2002)
- Kérnék egy kocsit (4 részes játékfilm-sorozat, 2002)
- Eltolt határok – Kitoloncolt népek (7 részes dokumentumfilm-sorozat, 2003)
- Nincs út haza (No Way Home, 1996) - produkciós vezető

## Díjai, elismerései
- Balázs Béla-díj (2019)[31]